# Réaction d'Ullmann
La réaction d'Ullmann ou couplage d'Ullmann est une réaction de couplage entre deux halogénures d'aryle utilisant du cuivre. Cette réaction doit son nom à Fritz Ullmann.
Un exemple classique de cette réaction est le couplage de deux ortho-chloronitrobenzène pour former le 2,2'-dinitrobiphényle à l'aide d'un alliage cuivre-bronze.

## Mécanisme
Le mécanisme de la réaction d'Ullmann a été largement étudié. La résonance paramagnétique électronique exclut l'existence d'un intermédiaire radical. La séquence d'addition oxydante-élimination réductrice observée avec une catalyse au palladium est peu probable car le cuivreIII est rarement observé. Il semblerait que le système passe par la formation d'un organocuprate qui réagit avec un autre aryle pour réaliser une substitution nucléophile aromatique. Il existe des mécanismes alternatifs, comme une métathèse de liaison σ.

## Améliorations de la réaction
La version classique de la réaction d'Ullmann utilise des conditions de réactions dures et est limitée aux halogénures d'aryles pauvres en électrons. La réaction est connue pour ses rendements irréguliers. Depuis sa découverte, de nombreuses améliorations et techniques alternatives ont été proposées.
Des variantes récentes de la réaction d'Ullmann utilisant le palladium et le nickel ont élargi la palette de substrats de la réaction et adouci les conditions réactionnelles. Cependant, les rendements sont généralement moyens. En synthèse organique, cette réaction est souvent remplacée par des réactions de couplage au palladium comme la réaction de Heck, le couplage de Hiyama ou celui de Sonogashira.
En 2005, il a été montré qu'une réaction d'Ullmann catalysée par la (L)-proline pouvait avoir lieu en utilisant comme solvant un liquide ionique,.

## Réactions connexes
- Condensation d'Ullmann (synthèse d'éthers diaryliques par réaction d'halogénures d'aryle avec des phénols sous catalyse au cuivre)
- Synthèse de Jordan-Ullmann-Goldberg (synthèse de diarylamine à partir d'halogénures d'aryle avec des anilines sous catalyse au cuivre )